# Museo del palacio de Narayanhity
El Museo del palacio de Narayanhity antes también Palacio real de Narayanhiti (en nepalí: नारायणहिटी दरवार) es un palacio en la ciudad de Katmandú, en el país asiático de Nepal que durante mucho tiempo fue la residencia principal de los monarcas del país. El nombre, Narayanhiti, se compone de dos palabras "Narayan" e "hiti". Narayan es el nombre de una "encarnación" del "dios hindú Vishnu", cuyo templo está situado frente al palacio. "Hiti" significa "chorro de agua", que también se encuentra al este de la entrada principal del recinto del palacio, un hito que ocupa un lugar destacado en las leyendas locales.
El palacio real fue convertido en un museo público inmediatamente después de que el país fue declarado una república. Las joyas de la corona están consideradas como uno de los objetos más valiosos en Nepal.